# 古尾谷雅人
古尾谷 雅人（ふるおや まさと、1957年〈昭和32年〉5月14日 - 2003年〈平成15年〉3月25日）は、昭和から平成初期の日本の俳優。本名は古尾谷 康雅（ふるおや やすまさ）。
神奈川県川崎市中原区出身。身長188cm。正木ルーム（有限会社ビッグアンドエム内で設けられた芸能事務所）に所属していた。
妻は女優の鹿沼えり。息子の古尾谷雅人 (2代目)（旧芸名:髙藤疾土）、娘の水野快令も同じく役者。

## 来歴・人物

### 生い立ち
川崎市の旧家の子として誕生するも、幼少時に両親の離婚による生母との生別。その後、父が迎えた継母との不和に苦悩した少年時代を送る。
都内の高校卒業後、靴メーカーに就職したが、20歳で劇団ひまわりに入団、演劇活動開始。

### ロマンポルノ俳優として
初期は本名の古尾谷康雅名義で活動。俳優デビューは日活ロマンポルノ、特に社会派ミステリーや耽美的な作風で初期のロマンポルノ人気を支えた田中登監督作品に多く出演し、屈折した青年像を演じた。
デビュー作『女教師』（1977年、監督は田中登）では主役の女教師をレイプする不良中学生役。
なお、田中とは『人妻集団暴行致死事件』（1977年）、『丑三つの村』でも組んだ。この頃、にっかつ所属だった鹿沼えりと映画で共演、後に結婚している。

### 一般作の俳優として
一般作進出は、1979年のフジテレビドラマ『二人だけの儀式』だが、本格的進出は1980年の映画『ヒポクラテスたち』（監督・大森一樹）。作品・古尾谷はじめ主要キャスト全員の演技力の高さが評判となっただけでなく、本作で共演して以来、斉藤洋介・内藤剛志と生涯の親友となった。
さらに1983年の日本テレビドラマ『若草学園物語』で主役の教師役をつとめ、その主題歌「見上げるだけの人間のようで」でバップから歌手デビューも果たすなど、一躍脚光を浴びた。松田優作を敬愛、尊敬しており、松田自身からも目を掛けられていた。
映画『丑三つの村』で主人公・犬丸継男を演じた時には、熱を入れて役づくりに励み、殺戮（）シーンの撮影が終わって帰宅するたびに家族に「今日は何人殺してきたぞ〜!」と嬉々として語っていたという。また、『北の国から'87初恋』でわずか1シーンだけの出演ながら、ぶっきらぼうながら心優しいトラック運転手役を演じたり、『金田一少年の事件簿』の剣持勇警部役、『六番目の小夜子』では山田孝之演じる秋の父親役として出演したりするなど、日常性に立脚した役柄でも実績を築き、次第に名脇役と評価され始めていた。
古尾谷自身は、斉藤や内藤らと違い、ほとんどバラエティに出ないことで知られ、ドラマや映画での撮影時には常に自分に厳しく取り組んでいた。しかし、過去には『笑っていいとも!』のコーナー「テレフォンショッキング」では数回ゲスト出演しており、1999年4月8日にフジテレビ系列で放送された『たけし・さんまの有名人の集まる店』では高島礼子と共に出演、トークを繰り広げた。

### 死去
2003年3月25日、東京都文京区の自宅で首つり自殺を図り死去。45歳没。晩年は事務所兼自宅マンションの住宅ローンや、1年前に亡くなった父の遺産相続をめぐって継母との民事裁判を抱えていた。
3月27日に営まれた通夜では斉藤洋介、竹中直人、阿藤快、大杉漣、ともさかりえ、堂本剛（KinKi Kids）、松岡昌宏（TOKIO）、映画監督の大森一樹ら約600人が参列。特に斉藤は通夜、告別式では号泣し、映画『ヒポクラテスたち』で共演した阿藤は「ハリウッドで映画をやらせてあげたかった。無念でならない」と悔しさを訴え、1991年の映画『ご挨拶』で共演した桃井かおりは「大きな悩みがあったと思うけど… きっかけさえあればだれだって死ねる。でも死んじゃダメ。長生きすることが勝ちなんだと思わないと。」と、沈痛な表情でインタビューに答え、突然の死を悼んだ。
戒名は天鴻院漲演日雅居士。
2004年3月25日、埼玉県川口市の霊園で古尾谷の一周忌法要と納骨式が営まれたが、この日に合わせて妻・鹿沼が古尾谷との生活を綴った『最期のキス』（講談社刊、ISBN 978-4-0621-2335-8）を上梓している。本書の末尾には「古尾谷の事を忘れてほしくない」との思いから《古尾谷雅人 ここに眠る》と、墓所の住所が明記されている。

### 自ら命を絶った経緯
古尾谷の死後に妻・鹿沼が著書で綴ったところによれば、1990年代以降は仕事を選ぶようになったという。古尾谷はあくまで硬派な役柄やシリアスな役柄にこだわり、軽薄な作品に出ようとせず、当時のトレンディドラマブームにも乗り損ねた。また、敬愛する松田の死によって俳優としての将来像も見失っていたという。制作サイドも古尾谷の姿勢と徐々に釣り上がる報酬単価から起用を敬遠するようになった。古尾谷のもとには大河ドラマのオファーも度々舞い込んだが、幼少期に腸重積症を患った影響で腸が短くなり、トイレ休憩なしの長時間の撮影に耐えられない体だったため、辞退せざるを得なかった。また、女性経験が少ないことや、手術痕を見せたくないというプライドから、ラブシーンのある映画やドラマに出演することも拒んだ。自身のトラウマや病歴のため、俳優としての活動範囲が狭くなったことを古尾谷は終生苦しみ続けた。
やがて一日中家にいることも多くなり、昼間から酒浸りの生活になった。収入が激減したことで、住民税や1億5000万円で購入した自宅マンションのローンなどの支払いが滞るようになり、鹿沼も「元・女優」というプライドを捨てて近所のスナックでアルバイトをしながら金策に奔走し、返済を進めたが、最終的に古尾谷家が抱えた負債は3億円にも及んだ。
1995年から出演した『金田一少年の事件簿』が平均20％を超える視聴率を記録し、自身が演じた剣持警部も当たり役となる。鹿沼や関係者も「これで持ち直した」と期待したが、精神面の不調や過度の飲酒により台詞覚えが悪くなった他、松田美由紀と共演した『元気の神様』の撮影現場で故意に備品を破壊するなどのトラブルを起こし、心身の状態は悪化の一途を辿った。鹿沼は古尾谷が躁うつ病とアルコール性健忘症を患っているのではないかと見ていたが、折からの病院嫌い・医者嫌いも災いし、専門医の診断・治療の機会を失った。
そうした状況下で実父の遺産相続を巡って継母との係争問題が表面化した。元々洗面所でいつまでも手を洗うほどの潔癖な性質に加え、焦燥感によるストレスと昼夜逆転の荒んだ生活などから精神的に不安定な状態が顕著となり、鹿沼に対して顔面に重傷を負わせるほどの暴力（DV）に及んだかと思えば、逆に突然鬱状態に陥り「舞台で死ねたら役者として本望」「自分は必要ない人間じゃないか」と悲観的な言葉を発するようになるなど不安な日々が続いていた矢先の悲劇だったという。

### 親族
妻は女優・鹿沼絵里、娘は水野 快令（みずの れい）名義でモデルとしての活動歴がある。
息子（古尾谷雅）は高藤 疾土（たかとう はやと）名義で俳優デビューするも一時引退。2019年の俳優再デビュー時に父親の芸名を名乗り、2代目古尾谷雅人を実質襲名した。

## 出演作品

### テレビドラマ
- Gメン'75（TBS・東映）
  - 第199話「土曜日にネズミを殺せ!」（1979年） - 松永卓司
  - 第237話「カーアクション強盗団」（1979年） - 風見
  - 第257話「大暴走!囚人護送車」（1980年）−りゅうじ
- 探偵物語 第5話・第27話(最終話)（1979年、日本テレビ）
- 男たちの旅路 第4部 第3話「車輪の一歩」（1979年、NHK）
- 3年B組金八先生（TBS）
  - 第1シリーズ（1979年 - 1980年） - 浅岡達也
  - 第2シリーズ（1980年 - 1981年） - 岸森敏夫
- 噂の刑事トミーとマツ 第24話「アタリ!女のカンなのね」（1980年、TBS・大映テレビ）
- 茜さんのお弁当（1981年、TBS） - 土門渉
- キッド（1981年 - 1982年、日本テレビ） - 村岡誠
- 土曜ドラマ（NHK）
  - 白き抗争（1983年） - 影山
  - 遠い国からの殺人者（1995年） - 岩上龍一
- 若草学園物語（1983年、日本テレビ） - 主演・倉田天
- ザ・サスペンス「虞美人草 まぼろしの愛に果てた紫の女!」（1984年、TBS）
- 無邪気な関係（1984年、TBS） - 吉井友也
- 安寿子の靴（1984年10月13日、NHK） - 借金取りの曽根
- 白夜（1984年、NHK） - 高村伸夫
- 暴れ九庵（1984年 - 1985年、関西テレビ） - 泪橋の伊助
- 華やかな誤算（1985年 - 1986年、TBS） - 大町順
- サントリーミステリーSP 「澪つくし高校連続殺人事件」（1985年12月6日、朝日放送） - 丹波五郎
- 私鉄沿線97分署 第68話 - 第90話（1986年、テレビ朝日） - 本城功
- 木曜ドラマストリート「殺し屋にラブソングを」（1986年、フジテレビ） - 主演・佐久間純平
- 松本清張サスペンス・隠花の飾り「記念に…」（1986年5月5日、関西テレビ） - 寺内良
- 北の国から'87初恋（1987年、フジテレビ） - トラック運転手
- 水曜ドラマスペシャル（TBS）
  - それゆけ孔雀警視（1987年4月22日）
- 火曜サスペンス劇場（日本テレビ）
  - 知りすぎた女（1987年）
  - 禁じられた結婚（1987年）
  - 六月の花嫁シリーズ2・婚約解消殺人事件（1989年6月、東映）
  - 軽井沢ミステリー（2001年） - 青山岳志
  - 検事・霞夕子19（2002年） - 小比木荘平
  - 下町・銭湯騒動記（2002年 - 2003年） - 南新平
- ばら色の人生（1987年、NHK）
- こんな学園みたことない! （1987年 - 1988年、よみうりテレビ） - 鳩山光夫
- ニュータウン仮分署（1988年、テレビ朝日） - 堀内功
- 泣くなセン!燃える男 星野仙一物語（1988年、TBS） - 田島
- ハッピーバースデー殺人事件（1988年、フジテレビ） - 亮二
- 名探偵金田一耕助　三つ首塔（1988年、テレビ朝日） - 堀井五郎
- 意外とシングルガールスペシャル（1989年、TBS） - 矢沢良樹
- 直木賞作家サスペンス「死の証人」（1989年1月23日、関西テレビ・東宝）
- 乱歩賞作家サスペンス「真夜中の外人墓地」（1989年4月24日、関西テレビ・松竹） - 主演
- 空と海をこえて（1989年、TBS） - 佐伯拓也
- 夏色の天使（1989年、TBS） - 宮沢正彦
- 季節はずれの海岸物語（フジテレビ） - 遠藤和彦
  - 季節はずれの海岸物語 '89夏（1989年）
  - 季節はずれの海岸物語 '92秋（1992年）
  - 季節はずれの海岸物語 '93秋（1993年）
  - 季節はずれの海岸物語 〜いつも海があった〜（1994年）
- 現代神秘サスペンス「もうひとつの世界」（1989年8月28日、関西テレビ・東宝） - 主演
- 妻をめとらば（1989年、テレビ東京） - 主演・高根沢八一
- 世にも奇妙な物語「親切すぎる家族」（1990年、フジテレビ） - 主演・佐川
- 年末ドラマスペシャル「昭和傑作推理選 不連続殺人事件」（1990年12月26日、フジテレビ）
- 花王愛の劇場 / アイとサムの街（1991年、TBS）
- しゃぼん玉（1991年、フジテレビ） - 浅岡達也
- 金曜ドラマシアター「NASA〜未来から落ちてきた男〜」（1991年、フジテレビ）
- 六つの離婚サスペンス「さらば、いとしきものよ」（1992年3月30日、関西テレビ・東映）
- 金曜ドラマシアター「新宿サラ金物語」（1992年4月10日、フジテレビ）
- 新春ミステリースペシャル「悪女2・サンテミリオン殺人事件」（1993年1月4日、フジテレビ） - キタミセイジ
- 金田一少年の事件簿（1995年 - 1997年、日本テレビ） - 剣持勇
- 噂の探偵QAZ（1995年、日本テレビ） - 主演・QAZ
- 正義は勝つ（1995年、フジテレビ） - 郷田智明
- 俺たちに気をつけろ。（1996年、読売テレビ） - 城ケ崎稔
- バージンロード（1997年、フジテレビ） - 津村忠臣
- 恋の片道切符（1997年、日本テレビ）
- LOVE&PEACE（1998年、日本テレビ） - 宮城俊介
- 傷だらけの女（1999年、フジテレビ） - 立花健太郎
- もう呼ぶな、海!（1999年、札幌テレビ放送）
- バーチャルガール（2000年、日本テレビ） - 水谷志郎
- 六番目の小夜子（2000年、NHK教育） - 唐沢多佳雄
- 別れる2人の事件簿（2000年、テレビ朝日）
- 永遠の仔（2000年、日本テレビ） - 久坂雄作
- リミット もしも、わが子が…（2000年、日本テレビ）
- フードファイト 八ノ膳（2000年8月26日、日本テレビ） - 西脇隆三
- ストレートニュース 第1話（2000年10月11日、日本テレビ） - 梶井信二郎
- 向井荒太の動物日記 〜愛犬ロシナンテの災難〜（2001年、日本テレビ）
- 最後の家族（2001年、テレビ朝日） - 竹村
- 少年は鳥になった（2001年、TBS系） - 長島价紀
- 女と愛とミステリー（テレビ東京 / BSジャパン）
  - 佐野洋サスペンス 優雅な悪事1（2001年） - 島田武
  - 窓際信金マンの事件帳簿1（2002年） - 篠田一平
  - 軽井沢別荘殺人事件 夏樹静子“Cの悲劇”（2003年7月16日） - 森兼警部
- 天国への階段（2002年、日本テレビ） - 及川広美
- 月曜ミステリー劇場「自治会長・糸井緋芽子社宅の事件簿」（2002年 - 2003年、TBS） - 深大寺刑事
- 太陽と雪のかけら（2002年、TBS） - 境克子
- 土曜ワイド劇場（テレビ朝日）
  - 松本清張没後10年記念 黒の奔流（2002年9月28日） - 吉岡刑事
  - 母が復讐に燃える時（2002年） - 滝本英輔
  - 科学捜査研究所・文書鑑定の女1・2（2002年・2004年） - 佐田祐介
- 少年（2002年、TBS） - 藤田
- ホーム&アウェイ（2002年、フジテレビ） - 二岡圭介
- 土曜サスペンス / 保険調査員ハナコ・時価一億円の女（2006年3月4日、テレビ朝日） - 松岡伸太郎 ※遺作

### 映画
一般映画
- 九月の空（1978年12月2日） - 秋間
- スーパーGUNレディ ワニ分署（1979年8月18日） - 加藤信
- 天使を誘惑（1979年12月22日）
- ヒポクラテスたち（1980年11月22日） - 主演・萩野愛作
- スローなブギにしてくれ（1981年3月7日） - ゴロー
- 悪霊島（1981年10月3日） - 三津木五郎
- 風の歌を聴け（1981年12月19日） - 柄の悪い男（当り屋）
- 九月の冗談クラブバンド（1982年6月5日） - モロ
- 凶弾（1982年9月15日） - 沼田昭彦
- 丑三つの村（1983年1月15日） - 主演・犬丸継男
- 旅芝居行進曲（1984年9月22日） - 花田半次 郎
- いつか誰かが殺される（1984年10月10日） - 高良和夫
- 伽揶子のために（1984年11月10日） - 朴楚
- 幕末青春グラフィティ Ronin 坂本竜馬（1986年1月25日） - 平井収二郎
- キャバレー（1986年4月26日） - 佐島
- 植村直己物語（1986年6月7日） - 小川正夫
- オイディプスの刃（1986年9月13日） - 主演・大迫駿介
- 夏草の女たち（1987年8月8日） - 三田村久
- 別れぬ理由（1987年11月14日） - 松永
- 嵐が丘（1988年5月28日） - 良丸
- 花の降る午後（1989年10月7日） - 甲斐義直
- 宇宙の法則（1990年1月27日） - 主演・良明
- パチンコ物語（1990年6月9日） - 主演・打田朝男
- BEST GUY（1990年12月15日） - 吉永信明
- 山田ババアに花束を（1990年12月15日） - 水沢裕二
- 殺人がいっぱい（1991年7月13日） - 鴨下秋生
- 略奪愛（1991年10月10日） - 水上康夫
- ご挨拶 第3話「NOW IT'S MOMENT IN OUR LIFE!!」（1991年11月23日） - 曾根田豊
- 赤と黒の熱情（1992年4月25日） - 桐島克則
- 月はどっちに出ている（1993年11月6日） - 紺野
- 罪と罰 ドタマかちわったろかの巻（1994年1月29日） - 辰巳
- シュート!（1994年3月12日） - 磯貝先生
- 家なき子（1994年12月17日） - 南条勝久
- 集団左遷（1994年10月29日）
- マークスの山（1995年4月22日） - 肥後克己
- 螢II 赤い傷痕（1995年7月15日） - 西村
- エンドレス・ワルツ（1995年10月7日） - 吉沢元治
- お日柄もよくご愁傷さま（1996年2月24日） - 黒川（葬儀屋）
- 不法滞在（1996年8月10日） - 江川
- いちご同盟（1997年3月5日） - 北沢良輔
- 金田一少年の事件簿 上海魚人伝説（1997年12月13日） - 剣持勇
- 甦る優作‐「探偵物語」特別篇「夜汽車で来たあいつ」（1998年2月14日） - ゴロー
- 元気の神様（1998年6月13日） - 坂口雄二
- 安藤組外伝 群狼の系譜（1998年6月27日） - 釜田泰三
- のど自慢（1999年1月15日） - 作曲家の先生
- 守ってあげたい!（2000年3月4日） - 橘真治
- 安藤組外伝 掟（2000年5月6日） - 警察庁警備局長 警視監 松方栄治
- ホワイトアウト（2000年8月19日） - 藤巻謙介
- 銀の男 六本木伝説（2002年1月19日） - 黒田
- 人斬り銀次（2003年4月12日） - 池脇総理大臣

成人映画
- 女教師（1977年10月29日） - 江川秀雄
- 団地妻 犯された肌（1977年11月26日） - 本山広志
- 人妻集団暴行致死事件（1978年7月8日） - 歌川昭三
- 天使のはらわた 名美（1979年7月7日） - 良子を襲う二人組
- 団地妻 肉欲の陶酔（1979年11月23日） - 青野修一
- 修道女 黒衣の中のうずき（1980年1月19日） - 三田村弘

### Vシネマ
- 神様のい・う・と・お・り（1994年）
- 代打屋トーゴー（1994年） - 主演・トーゴー
- コンプレックス・ブルー（1994年） - 主演・矢島
- 特別交通機動隊 バトルチェイス（1994年）
- 特交機PC110（1994年）
- 傷だらけの愛（1995年）
- THE HYPER DETECTIVE 噂の探偵QAZ（1996年）
- チンピラ仁義 新・極楽とんぼ（1996年）
- 大攻略 究極のランプ打法（1997年）
- 新・静かなるドン（1997年）
- 稲川淳二の恐怖劇場（1999年）
- 組織暴力 流血の仁義2（1999年）
- 呪死霊 外伝2（2000年）
- 男たちの墓標 事件屋稼業（2000年） - 主演・深町丈太郎（探偵）
- 実録・九州やくざ抗争史 LB熊本刑務所 外伝 侠友よ（2002年）
- 実録・日本やくざ烈伝 義戦 昇龍篇（2001年） - 地道行雄 ※特別出演

### ラジオドラマ
- FMシアター / 北千島女工節異聞（2001年、NHK-FM） - 石川栄一

### 劇場アニメ
- ゴキブリたちの黄昏（1987年） - ハンス

### CM
- トニックシャ（サンスター）
- 味の一徹（明星食品）1989年

## ディスコグラフィ

### シングル
| 発売日    | 面  | タイトル                   | 作詞       | 作曲     | 編曲     | 規格 | 規格品番 |
| vap       | vap | vap                        | vap        | vap      | vap      | vap  | vap      |
| --------- | --- | -------------------------- | ---------- | -------- | -------- | ---- | -------- |
| 1983年4月 | A   | 見上げるだけの人間のようで | 大津あきら | 大野克夫 | チト河内 | EP   | 10080-07 |
| 1983年4月 | B   | 心に落書きをして           | 大津あきら | 大野克夫 | チト河内 | EP   | 10080-07 |

### オムニバスアルバム
- 知ってる？そんなこともありました。～あの人がこんなレコードを出していた。（1991年4月21日、vap、VPCB-83402）-「見上げるだけの人間のようで」収録。
- 伝説のテレビドラマテーマ・コレクションⅠ（1994年8月1日、vap、VPCD-81061）-「見上げるだけの人間のようで」収録。

### タイアップ
| タイトル                   | タイアップ                  | 収録作品                               |
| -------------------------- | --------------------------- | -------------------------------------- |
| 見上げるだけの人間のようで | NTV系「若草学園物語」主題歌 | シングル「見上げるだけの人間のようで」 |
| 心に落書きをして           | NTV系「若草学園物語」挿入歌 | シングル「見上げるだけの人間のようで」 |